# هنگ نورلند دراگون
هنگ نورلند دراگون (سوئدی: Norrlands dragonregemente) هنگ عملیات ویژه زیرمجموعه ارتش سوئد است، که در سال ۱۶۴۶ تأسیس شد.